# 추형동물
추형동물 또는 비벌레류는 추형동물문에 속하는 동물의 총칭이다.

## 특징
몸은 길다란 지렁이 모양이며 앞쪽 끝에는 말굽 모양의 촉수관이 있다. 구상돌기(口上突起)·순환계·신관을 가지며, 대부분 암수한몸이다. 모두 바다에서 살며, 특히 몸 표면에서 분비하는 키틴질의 관 속에서 생활한다. 군체를 이루지 않으며 전 세계에 20종 정도가 알려져 있다. 비벌레가 여기에 속한다.

## 하위 분류
- 비벌레과 (Phoronidae)
  - 포로니스속 (Phoronis)
  - 포로놉시스속 (Phoronopsis)
- † Hederellidae